# 唐承沛
唐承沛（1964年9月3日—），男，安徽桐城人，中华人民共和国政治人物。合肥工业大学土木（水利）工程系水利水电工程建筑专业毕业，中国科技大学哲学社会科学部马克思主义理论教育专业在职硕士研究生、同济大学管理科学与工程专业博士研究生学历。

## 生平
1985年2月加入中国共产党。历任共青团安徽省委副书记，安徽农业技术师范学院院长，安徽省科学技术厅厅长，宿州市市长、市委书记、市人大常委会主任等职。2008年1月当选安徽省人民政府副省长。2011年10月当选中共安徽省委常委、宣传部长。2012年6月，改任省委秘书长。
2017年7月，任中共贵州省委常委。同年8月，兼任省委秘書長。9月，兼任省委政法委书记。
2018年3月，调任中华人民共和国民政部党组成员、副部长，至2025年4月24日卸任。